# Élections législatives ghanéennes de 1969
Des élections législatives ont eu lieu au Ghana le 29 août 1969, les premières depuis le coup d'État de 1966 du Conseil de libération nationale qui a renversé le gouvernement Nkrumah.
Les électeurs ont élu le nouveau Parlement de 140 sièges. Kofi Abrefa Busia, leader du Parti du progrès (qui remporte 105 des 140 sièges) est devient Premier ministre. Il n'y a pas eu d'élections présidentielles, le système adopté étant une république parlementaire. Au lieu de cela, un président de cérémonie, Edward Akufo-Addo, a été élu par un collège électoral.

## Résultats

### Par région
| Party                         | Ashanti | Brong Ahafo | Central | Eastern | Greater Accra | Northern | Upper | Volta | Western | Total Seats |
| ----------------------------- | ------- | ----------- | ------- | ------- | ------------- | -------- | ----- | ----- | ------- | ----------- |
| Progress Party                | 22      | 13          | 15      | 18      | 3             | 9        | 13    | 2     | 10      | 105         |
| National Alliance of Liberals | 0       | 0           | 0       | 4       | 3             | 5        | 3     | 14    | 0       | 29          |
| United Nationalist Party      | 0       | 0           | 0       | 0       | 2             | 0        | 0     | 0     | 0       | 2           |
| People's Action Party         | 0       | 0           | 0       | 0       | 0             | 0        | 0     | 0     | 2       | 2           |
| All People's Republican Party | 0       | 0           | 0       | 0       | 0             | 0        | 0     | 0     | 1       | 1           |
| Independents                  | 0       | 0           | 0       | 0       | 1             | 0        | 0     | 0     | 0       | 1           |
| National Total                | 22      | 13          | 15      | 22      | 9             | 14       | 16    | 16    | 13      | 140         |
| Source: UNRISD                |         |             |         |         |               |          |       |       |         |             |